# Gokkun

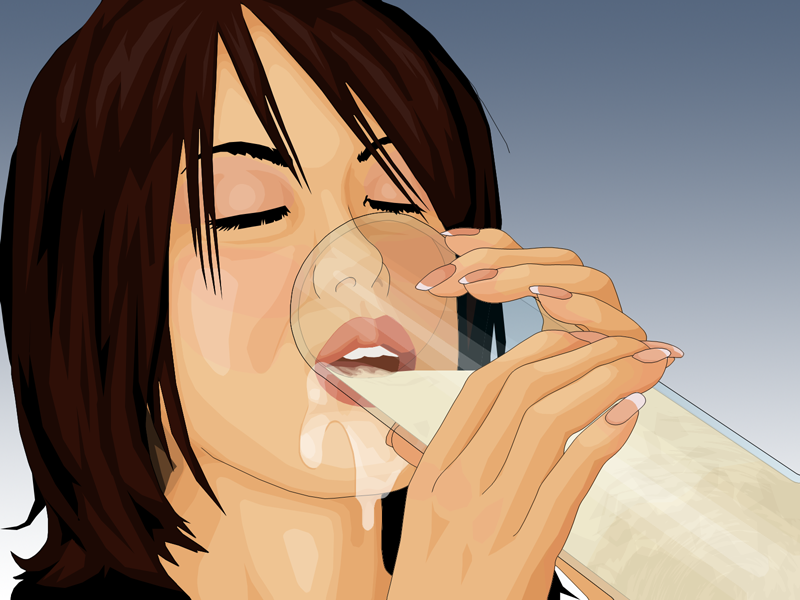
Gokkun

Gokkun (jap. 飲精) ist ein Giongo, das lautmalerisch für das Schluckgeräusch steht; ins Deutsche übersetzt entspräche es in etwa dem Inflektiv „schluck“. Ebenso bezeichnet der Begriff Gokkun eine Gattung japanischer Pornofilme, bei denen eine Frau oder Mann große Mengen an Sperma konsumiert.
Im Unterschied zum Bukkake, bei dem Männer auf das Gesicht einer Person ejakulieren, wird beim Gokkun in den Mund beziehungsweise in ein Gefäß ejakuliert, dessen Inhalt im Anschluss getrunken wird. Häufig trinken Gokkun-Darsteller in einem Film mehr als ein Dutzend Cumshots. Auf Titelbildern von Gokkun-Filmen sind meist Frauen abgebildet, die große Mengen an Sperma von Platten lecken oder z. B. aus Cocktail- oder Collinsgläsern trinken. In solchen Gokkun-Szenen sind oft mehrere Personen beteiligt, die vor dem Schlucken das Ejakulat untereinander z. B. durch Küssen austauschen („Snowballing“).